# Gonomyia subunicolor
Gonomyia subunicolor är en tvåvingeart som beskrevs av Alexander 1948. Gonomyia subunicolor ingår i släktet Gonomyia och familjen småharkrankar.
Artens utbredningsområde är Panama. Inga underarter finns listade i Catalogue of Life.